# Где умиру титани
Где умиру титани је 61. епизода стрип серијала Кен Паркер. Објављена је у бр. 1. едиције Кен Паркер издавачке куће System Comics у марту 2003. године (заједно са епизодом Ледени дах). Имала је 61 страницу. Свеска је коштала 99 динара (1,72 $; 1,52 €). Епизоду је нацртао Иво Милацио, а сценарио написао Ђанкарло Берарди. За насловницу је узета једна од оригиналних Милацова насловница за часопис Comic Art из 1985. год.

## Оригинална епизода
Оригинална епизода објављена је у пет наставака у бројевима 16-20. часописа Comic Art у периоду 19.11.1985-19.03.1986. под насловом Dove muoiono i titani. 

## Кратак садржај
Кен је и даље у бекству пред детективом агенције ”Национал” због убиства полицајца ѕа време радничког штрајка (ЛМС-784). Година је 1880. Кен долази у Ривер Бенк у региону Великих водопада (између Канаде и САД), и налази посао у фирми Clegg's Timber у којој ради као дрвосеча. Када је једне ноћи опљачкана банка, сумња пада на Кена, али он поново користи своје детективски таленат да би пронашао правог кривца.

### Роберт Редфорд
Пошто се крије под лажним именима да би побегао детективу, Кен се представља као Кен Редфорд, очигледна алузија на америчког глумца Роберта Редфорда по чијем лику је настао.

## Реприза епиѕоде
Епизода је репризирана у Србији у ЛМС-1038, који је изашао 17. септ. 2024. године под називом Тамо где умиру титани.